# Pierre-Paul Prud'hon

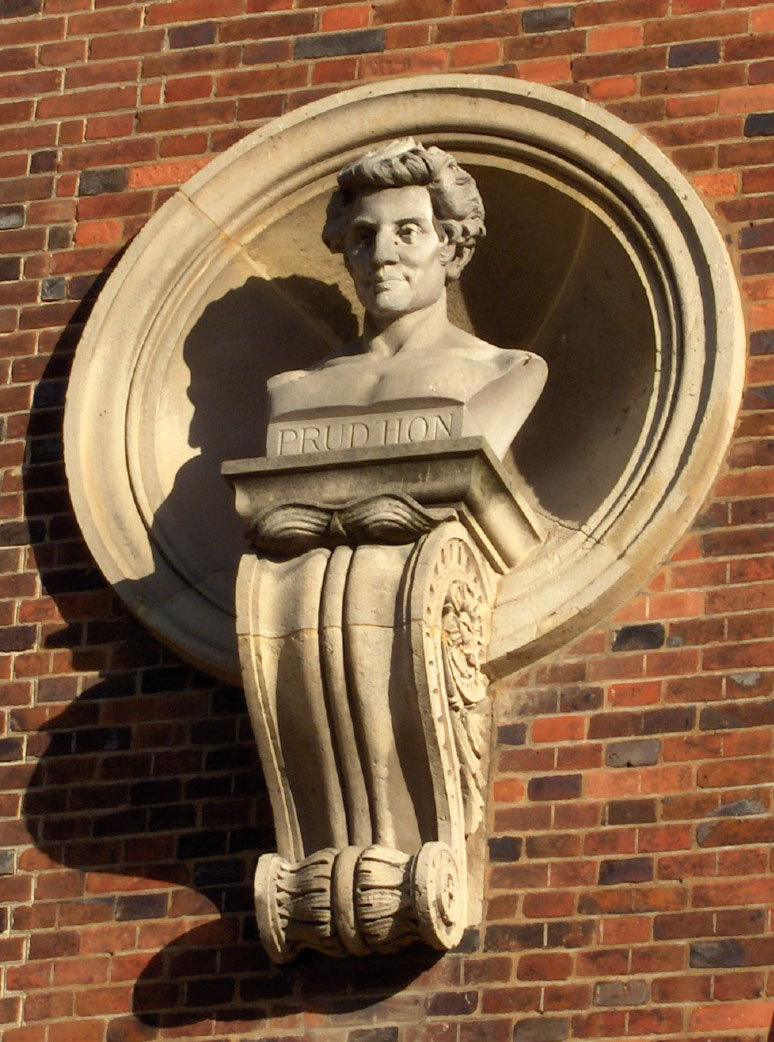
Bustul lui Pierre-Paul Prud'hon, Palatul Luxembourg.

Pierre-Paul Prud'hon (n. 4 aprilie 1758, Cluny, Bourgogne, Franța – d. 16 februarie 1823, Paris, Franța) a fost un pictor și desenator francez romantic, cunoscut pentru portretele și pentru picturile sale alegorice.

## Galerie

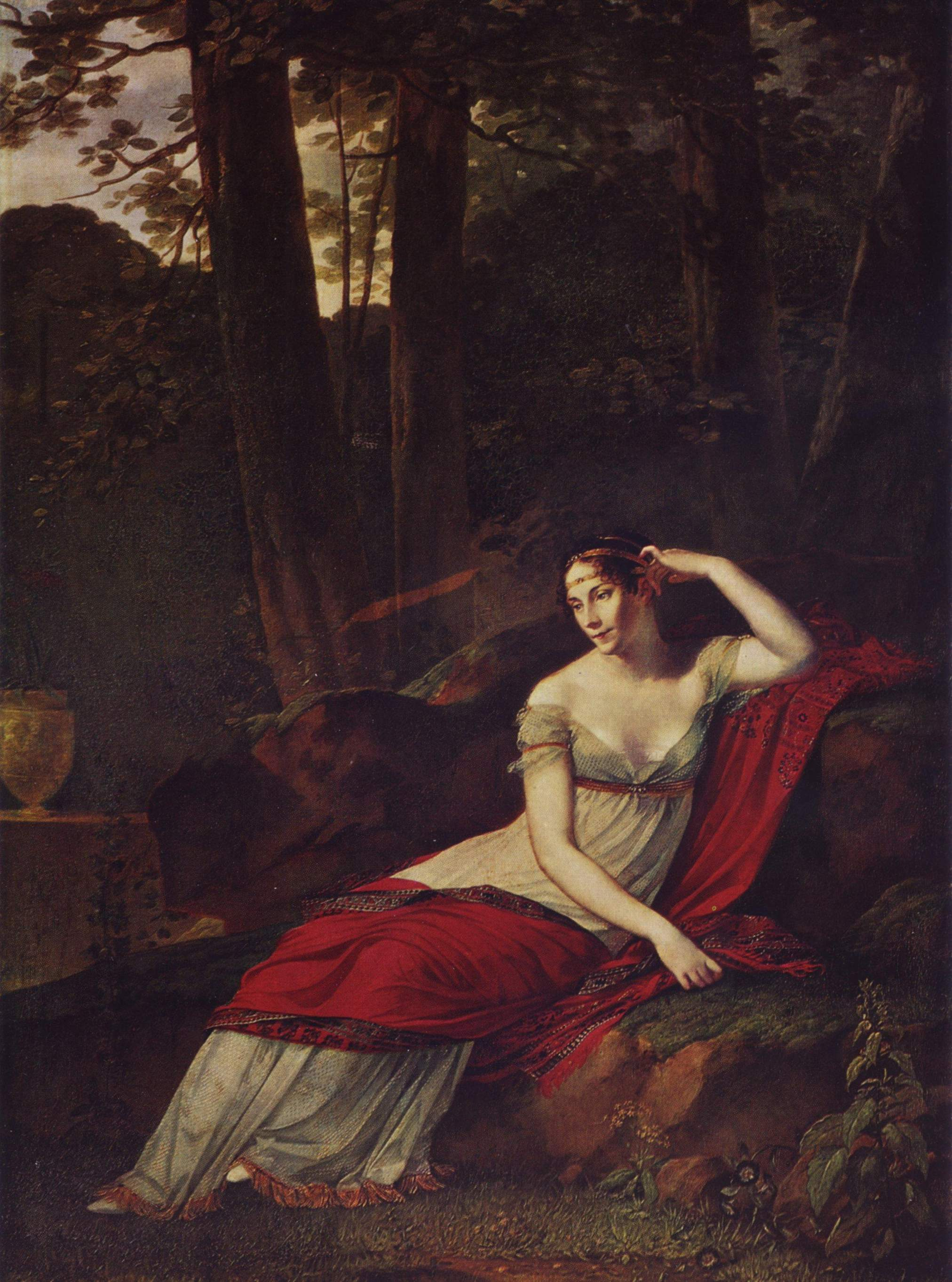
Portretului lui Joséphine de Beauharnais, de la Louvre, Paris
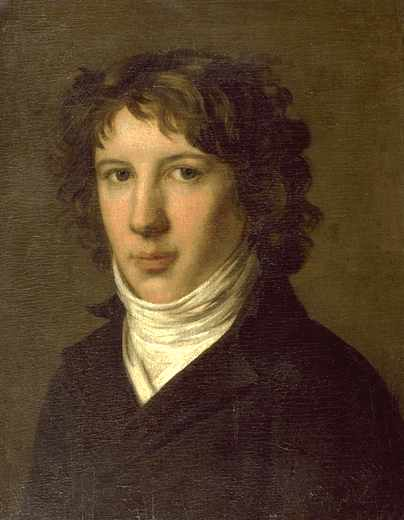
Portretul lui Louis de Saint-Just, 1793